# محمد الرهوني
محمد الرهوني ، ( 1159 هـ / 1746م - 1230 هـ / 1815م ) . علامة ومحقق و فقيه مالكي، صاحب حاشية أوضح المسالك وأسهل المراقي إلى سبك إبريز الشيخ عبد الباقي .

## سيرته
هو أبو عبد الله مَحمد بن أحمد بن محمد بن يوسف بن علي الحاج، المدعو: بَرِكْشَة، الرهوني، نسبة إلى قبيلة الرهونة الواقعة بين مدينتي شفشاون و وزان. ولد برهونة في ذي القعدة سنة 1159 هـ . أخذ العلم ببلده وبوزان و تطوان و فاس , و من الشيوخ الذين أخذ عنهم :
- العلامة محمد بن علي الورزازي
- العلامة علي بن حسين
- الإمام العلامة أبا عبد الله محمد بن حسن الجنوي الحسني العمراني
- العلامة التاودي ابن سودة الفاسي

كان للسلطان سليمان العلوي فقهاء مجلس يكلفهم بتحرير مسائل فقهية وكان العلامة محمد الرهوني من بين هؤلاء الفقهاء، وهو الذي أمره بتأليف حاشيته الشهيرة على شرح الزرقاني لمختصر خليل .

## من مؤلفاته
- أوضح المسالك وأسهل المراقي إلى سبك إبريز الشيخ عبد الباقي (تعرف بحاشية الرهوني)
- حاشيته على الشيخ ميارة الكبير للمرشد المعين (لم تكمل)
- التحصن والمنعة ممن اعتقد أن السنة بدعة
- تنبيه الخصوص والعموم في حرمة السفر بالحشم والشمع لأرض الروم
- إظهار ما يفكر أهل الفطنة ليُعرض على ذوي الذكاء والفطنة